# Лебедев, Михаил Николаевич (генерал)
Михаил Николаевич Лебедев (1841—1892) — генерал-майор Генерального штаба Российской империи.

## Биография
Родился 13 (25) октября 1841 года. Окончил Константиновское военное училище. Вступил в службу 16 июня 1859 года; через год — поручик. Учился в Михайловской артиллерийской академии и Николаевской академии генерального штаба, откуда выпущен по первому разряду.
С 4 ноября 1866 года — штабс-капитан; с 29 августа 1867 — капитан; с 16 апреля 1872 года — подполковник генерального штаба. С 9 марта 1871 года состоял начальник оренбургского военно-топографического отделения. В 1873 году награждён орденом Св. Станислава 2-й степени; в 1875 году получил чин полковника.
Участвовал в русско-турецкой войне 1877—1878 гг. С апреля 1878 года руководил топографическими работами в Болгарии, а с мая 1881 года — в Бессарабии.
С 16 мая 1883 года был начальником съёмки юго-западного пространства России; 30 августа 1886 года получил чин генерал-майора.
Считался знатоком геодезии и принадлежал к числу лучших производителей военно-топографических работ За топографические работы в Болгарии русское географическое общество наградило его в 1881 году золотой медалью им. Ф. П. Литке.
Умер в Варшаве 5 (17) декабря 1892 года.

## Награды
- орден Св. Станислава 2-й ст. (1873)
- орден Св. Владимира 4-й ст. (1878)
- орден Св. Анны 2-й ст. (1879)
- орден Св. Владимира 3-й ст. (1881)
- орден Св. Станислава 1-й ст. (1888)